# آلبرتوسوکوس
آلبرتوسوکوس (نام علمی: Albertosuchus) نام یک سرده از بالاخانواده تمساح‌واران است.